# Гідроксиметилхіноксиліндіоксид
Гідроксиметилхіноксиліндіокси́д (Діоксидин) — синтетичний антибактеріальний препарат, що є похідним хіноксаліну, для парентерального, місцевого та внутрішньопорожнинного застосування. Гідроксиметилхіноксиліндіоксид синтезований у СРСР, та застосовується виключно у колишніх радянських республіках.

## Фармакологічні властивості
Гідроксиметилхіноксиліндіоксид — синтетичний антибактеріальний препарат, що є похідним хіноксаліну, широкого спектра дії. Препарат має бактерицидний ефект, механізм якого полягає в порушенні синтезу ДНК у клітинах бактерій. До гідроксиметилхіноксиліндіоксиду чутливими є стафілококи, стрептококи, клебсієли, Escherichia coli, сальмонели, нейсерії, Proteus spp., Pseudomonas spp., більшість анаеробних бактерій (у тому числі клостридії, Bacteroides spp., пептостептококи та ін.), туберкульозна паличка, Actinomyces spp. Препарат активний проти збудників, нечутливих до антибіотиків, сульфаніламідних препаратів та нітрофуранів. Особливістю препарату є відсутність кореляції антибактеріальної дії in vitro та дії в організмі людини. Гідроксиметилхіноксиліндіоксид стимулює процеси вивільнення вільних радикалів та індукує утворення активних форм кисню в організмі людини, встановлено цитогенетичну та мутагенну дію на клітини організму ссавців. Контрольовані клінічні дослідження препарату не проводились. У зв'язку із частою токсичною дією препарату застосування його обмежене.

### Фармакокінетика
Після внутрішньовенного введення препарат швидко розподіляється у тканинах та рідинах організму, біодоступність діоксидину становить 100 %. Максимальна концентрація в крові гідроксиметилхіноксиліндіоксиду досягається протягом 1—2 годин. Препарат добре всмоктується при місцевому застосуванні та при введенні в порожнини. Діоксидин проникає через плацентарний бар'єр та виділяється в грудне молоко. Препарат не метаболізується, виводиться з організму нирками у незміненому вигляді. Період напіввиведення діоксидину не досліджений, але протягом 8 годин після введення препарату в сечі визначаються високі бактерицидні концентрації гідроксиметилхіноксиліндіоксиду. При нирковій недостатності можлива кумуляція препарату в організмі.

## Показання до застосування
Гідроксиметилхіноксиліндіоксид застосовують при тяжких формах гнійних бактеріальних інфекцій: інфекціях нижніх дихальних шляхів (гнійний плеврит, емпієма плеври, абсцес легень); інфекціях черевної порожнини; гнійному менінгіті та абсцесі мозку; абсцесах, флегмонах, гнійних та післяопікових ранах; місцево — при різних формах гнійної інфекції та для промивання порожнин. Внутрішньовенне застосування препарату здійснюють виключно по життєвих показаннях при нечутливості збудників захворювання до інших антибіотиків.

## Побічна дія
При застосуванні гідроксиметилхіноксиліндіоксиду можливі наступні побічні ефекти: при внутрішньовенному та внутрішньопорожнинному введенні — часто (дуже часто при швидкому введенні та у момент введення) висипання на шкірі, кропив'янка, анафілактичний шок, гарячка, фотодерматоз, озноб, головний біль, судомні скорочення литкових м'язів, нудота, блювання, діарея; при передозуванні препарату — дистрофія та деструкція кори наднирників, гостра наднирникова недостатність; при місцевому застосуванні — свербіж та дерматит. Препарат має мутагенну, тератогенну, ембріотоксичну дію та пошкоджуючу дію на кору наднирників, що значно обмежує його застосування.

## Протипоказання
Гідроксиметилхіноксиліндіоксид протипоказаний при підвищеній чутливості до препарату, недостатності кори наднирників, нирковій недостатності, дітям до 18 років, вагітності та годуванні грудьми.

## Форми випуску
Гідроксиметилхіноксиліндіоксид випускається у вигляді ампул по 5, 10 та 20 мл 0,5 % та 5 і 10 мл 1 % розчину; 5 % мазі у банках по 30, 60 та 100 г і у тубах по 30 г та 0,1 % розчину для промивання сечового міхура по 0,25; 0,5; 3; 5 та 10 л. Препарат входить до складу комбінованого препарату «Діоксизоль».

## Застосування у ветеринарії
Гідроксиметилхіноксилдіоксид застосовується у ветеринарії місцево для лікування та профілактики маститу у корів. Для ветеринарного використання препарат випускається у вигляді 1 % розчину в ампулах по 10 та 20 мл і у флаконах по 10, 20, 100 та 200 мл.